# Cyprian Paweł Brzostowski
Cyprian Paweł (Paweł Cyprian) Brzostowski herbu Strzemię (zm. 8 czerwca 1689 roku) – wojewoda trocki w 1684 roku, kasztelan trocki w 1681 roku, pisarz wielki litewski w latach 1657–1672, referendarz litewski w latach 1650–1681, pisarz dekretowy litewski w 1645 roku, regent kancelarii większej litewskiej w 1640 roku, stolnik wileński w 1642 roku, sekretarz Jego Królewskiej Mości w 1645 roku, dyplomata, wielki poseł w Moskwie w 1667 roku i w 1679 roku, dyrektor trockiego sejmiku przedsejmowego 1685 roku, leśniczy sokólski w latach 1667-1672.
Jako poseł na sejm konwokacyjny 1648 roku z powiatu upickiego był członkiem konfederacji generalnej zawiązanej 31 lipca 1648 roku. W 1648 roku był elektorem Jana II Kazimierza Wazy z województwa wileńskiego, podpisał jego pacta conventa. 
Posłował na liczne sejmy za panowania Jana Kazimierza, Michała Korybuta i Jana III Sobieskiego. Jako poseł na sejmy 1659 i 1661 roku był deputatem na Trybunał Skarbowy Wielkiego Księstwa Litewskiego. Wielokrotnie był wysyłany w misjach zagranicznych, m.in. 1663–1664 i 1667 brał udział w rokowaniach z Rosją, zakończonych podpisaniem rozejmu andruszowskiego. W latach 1671–1672 i 1679 uczestniczył w poselstwie do Moskwy, starając się bezskutecznie o pozyskanie Rosji przeciw Turcji. 
Poseł sejmiku mińskiego powiatu orszańskiego na sejm wiosenny 1666 roku i jesienny 1666 roku. Poseł na sejm konwokacyjny 1668 roku z powiatu oszmiańskiego. Był członkiem konfederacji generalnej zawiązanej 5 listopada 1668 roku na tym sejmie. Podpisał pacta conventa Michała Korybuta Wiśniowieckiego w 1669 roku. Na sejmie zwyczajnym 1670 roku wyznaczony z Senatu komisarzem do zapłaty wojsku Wielkiego Księstwa Litewskiego. Poseł powiatu słonimskiego na zjazd warszawski i sejm pacyfikacyjny 1673 roku. W czasie elekcji w 1674 roku wysunął kandydaturę carewicza Fiodora Aleksiejewicza. Jako poseł na sejm konwokacyjny 1674 roku z powiatu oszmiańskiego był członkiem konfederacji generalnej zawiązanej 15 stycznia 1674 roku na tym sejmie. Elektor Jana III Sobieskiego z powiatu oszmiańskiego w 1674 roku, podpisał jego pacta conventa. Poseł na sejm koronacyjny 1676 roku. Poseł na sejm 1681 roku. W 1684 roku został wojewodą trockim.
Książę Bogusław Radziwiłł w spisanym w 1668 roku testamencie uczynił go jednym z dwunastu opiekunów swej jedynej córki Ludwiki Karoliny Radziwiłłówny.
Był kofundatorem kolegium jezuitów w Mińsku. 
Żonaty z Rachelą Rajecką, miał synów Jana Wojciecha (ur. 1646), pisarza wielkiego i referendarza świeckiego Wielkiego Księstwa Litewskiego, Konstantego Kazimierza (1644–1722), biskupa smoleńskiego i wileńskiego, Emanuela, Kazimierza i Antoniego (1666–1718), rektora kolegium jezuickiego w Mińsku.